# 1697 a tudományban
Az 1697. év a tudományban és a technikában.

## Halálozások
- március 1. – Francesco Redi, itáliai orvos, természettudós, költő (* 1626)